# Cesare Brancadoro
Cesare Brancadoro (Fermo, 28 de agosto de 1755 - Fermo, 12 de setembro de 1837) foi um cardeal e arcebispo católico italiano.

## Biografia
Nascido em Fermo em 28 de agosto de 1755, era filho do Conde Giuseppe Brancadoro.
Seguiu-se uma carreira eclesiástica e foi arcipreste em Fermo. Depois de se mudar para Roma, tornou-se prefeito da biblioteca do Papa Pio VI. Em 1789 foi nomeado arcebispo titular de Nisibi; recebeu a consagração episcopal em 25 de julho de 1790 pela imposição das mãos do arcebispo Andrea Antonio Silverio Minucci. Em 1792 foi nomeado núncio apostólico na Bélgica, em 1795 vigário da basílica vaticana do cardeal duque de York, Henrique Benedito Stuart, e em 1797 secretário da Congregação de Propaganda Fide.
Em 11 de agosto de 1800 foi nomeado bispo de Orvieto (onde teve o erudito Giuseppe Colucci  como vigário geral) e em 1803 arcebispo de Fermo.
No consistório de 23 de fevereiro de 1801 foi elevado a cardeal presbítero pelo Papa Pio VII, com o título de cardeal de San Girolamo dei Croati. A partir de 1820 teve o título de Sant'Agostino. Ele participou do conclave de 1823 que elegeu o Papa Leão XII.
Mandou construir na arquidiocese de Fermo a igreja da Annunziata em Porto Sant'Elpidio (1823) e construiu a sua própria residência com um palácio em Sant'Elpidio a Mare, onde uma praça recebeu o seu nome.
Dentro da cúria papal ele fazia parte do "partido dos intransigentes" que se propunha a defender o primado papal. Em 1798, com o advento da República Romana, na qualidade de secretário da Congregação de Propaganda Fide, tentou restabelecer suas atividades de Fermo e Parma, criando um conflito de atribuições com Stefano Borgia, nomeado pelo papa pró-prefeito em 1799 ..
Morreu na arquidiocese de Fermo em 12 de setembro de 1837, aos 82 anos.

## Funciona
O futuro cardeal exerceu atividades literárias antes de seus compromissos na cúria romana  e em particular traduziu a obra devocional Meditações entre tumbas, de James Hervey (1714-1758), publicada pela primeira vez em 1746. Mais tarde publicou numerosos panfletos, discursos e traduções relacionados com a propaganda das ideias de alguém sobre questões de política religiosa.
As suas obras foram reunidas numa edição multi-volumes (Obras do e.mo e r.mo sig.card. Cesare Brancadoro arcebispo e príncipe de Fermo) da tipografia Pallade nos anos 1806-1807: os dois primeiros incluem o tradução de Hervey com alguns acréscimos escritos pelo próprio cardeal (Minhas meditações sobre os túmulos, I-II) e o oitavo em tradução do latim do único livro de L. Celio Lattanzio Firmiano sobre as mortes dos perseguidores da Igreja escrito a Donato ilustre confessor daqueles tempos. Os volumes também incluem vários escritos, discursos e algumas cartas (Parénesis recitado por ocasião de varj sposaalisj e algumas cartas escritas para pessoas diferentes, Discursos recitados para o vestir e profissão de várias freiras e panfletos Varj).
Outros trabalhos publicados individualmente são:
- Dissertação do arcipreste Cesare Brancadoro sobre a necessidade de dar uma boa educação aos jovens (dedicada ao Papa Pio VI), editor Giuseppe Alessandro Paccasassi, Fermo 1782;
- Homem sem religião, editora Paccaroni, 1783 (edição francesa de 1794);
- Dissertação do jejum quadragesimal, Filippo Lazzarini e Bartolommeo Bartolini editori, Fermo 1784;
- Fúnebre fúnebre do eminente cardeal G. Fantuzzi, 1786;
- Raciocínio sobre a utilidade das letras e das ciências: para a felicidade de um estado (dedicado a "Seu Reverendíssimo Monsenhor Romualdo Onesti Braschi, mordomo de N.S. Papa Pio VI"), herdeiros de Pannelli editori, Macerata 1786;
- Louvor histórico para honrar a memória do eminente Cardeal Antonio Casali de Mons. Cesare Brancadoro arcipreste do subterrâneo de Fermo e garçom de honra de Nosso Senhor Papa Pio 6. feliz reinante, herdeiros de Pannelli editori, Macerata 1787;
- A autoridade dos dois podestàs. Tradução do francês (tradução do francês da obra de Jean Pey), 6 volumes, editora Giovanni Tomassini, Foligno 1788 [4];
- Breve refutação de um livro intitulado: Tratado sobre a autoridade do Papa do Senhor de Burigni (tradução do francês da obra de Jean Pey), 1788;
- Pio VI Pontífice Máximo em Subiaco. Homenagem de Monsenhor Cesare Brancadoro, arcebispo de Nisibi e superior da missão holandesa, Roma 1789;
- Meditação na urna real de Carlos III de Bourbon, rei da Espanha, editor Antonio Fulgoni, 1789;
- Alocução dada em Utrecht no templo católico de s. Martino para 'RR. Pastores das festas da missão holandesa em 20 de setembro de 1794 pelo arcebispo apostólico superior de Nisibi Cesare Brancadoro, impresso em 1833;
- Carta de Monsenhor Cesare Brancadoro, arcebispo de Nisibi e secretário da S.C. da Propag. Fide, a um amigo seu sobre as maravilhas feitas em Ancona e em Roma pelas imagens da Virgem Maria em 1796, editor Giovanni Tomassini, Foligno 1797.
- Oração no funeral de Pio sexto pontífice excelente máxima recitada por Monsenhor Cesare Brancadoro arcebispo de Nisibi e secretário da Congregação de Propaganda Fide na basílica patriarcal de Veneza em 31 de outubro de 1799, editor Antonio Zatta, Veneza 1799;
- Carta de Sua Eminência e Eminência Sr. cardeal Cesare Brancadoro arcebispo de Fermo ao Sr. Abade Francesco Cancellieri sobre a dissertação do Carmelita Pe. Giacomo Povyard sobre a anterioridade do beijo dos pés dos Sumos Pontífices ... Com uma carta do referido Pe. Pouyard ao mesmo cardeal sobre o mesmo assunto, editor Francesco Bourlié, Roma 1807.

## Link externo
- Brancadoro, Cesare
- catholic-hierarchy.org